# Skoldatatek
Skoldatatek är en kommunal verksamhet som vänder sig till lärare som undervisar elever med koncentrationssvårigheter och/eller läs- och skrivsvårigheter.
Det handlar om specialpedagogik i kombination med IT-verktyg så att målgruppen ska få skolverktyg så att de kan lyckas med sitt skolarbete.
Verktyg som Skoldatateken rekommenderar är talsyntesprogram som läser upp text på datorskärmen, rättstavningsprogram, spelare för uppläsning av ljudböcker, mp3-spelare, skanner, fokuserings- och tidshjälpmedel, men framförallt ett bemötande med stor förståelse för den frustration som drabbar den som inte lyckas trots goda ansträngningar.